# 朗格内斯
朗格内斯（德語：Langeneß，發音：[laŋəˈnɛs] ⓘ）是德国石勒苏益格-荷尔斯泰因州北弗里斯兰县的市镇，下辖同名岛屿与奥兰岛，面积11.57平方千米，2023年12月31日人口为125人。